# Ponto Chique
Ponto Chique is een gemeente in de Braziliaanse deelstaat Minas Gerais. De gemeente telt 4.282 inwoners (schatting 2009).

## Aangrenzende gemeenten
De gemeente grenst aan Buritizeiro, Campo Azul, Coração de Jesus, Ibiaí, Santa Fé de Minas, São Romão en Ubaí.